# Paranisakiopsis weddelliensis
Paranisakiopsis weddelliensis is een rondwormensoort uit de familie van de Anisakidae. De wetenschappelijke naam van de soort is voor het eerst geldig gepubliceerd in 2002 door Rocka.